# 早川泰
早川 泰（はやかわ　たい、1975年 -）は、日本のプロダクトデザイナー。
神奈川県出身。

## 人物
武蔵野美術大学　工芸工業デザイン学科卒業。学生時代より北欧の影響を受けた家具を制作し始める。

フリーランスとしての活動や、企業内での制作を通じて、家具や照明器具からバッグまで様々な素材のプロダクトを開発。表蔓的な意匠に捕われずにデザインされたプロダクトの持つ雰囲気や、そこから得られる作用、所有する歓びをコンセプトに製作。

## 来歴
1975年　神奈川県に生まれる。1996年　武蔵野美術大学入学。制作した家具「La・Bra・chair」は東京デザインセンター新人賞　第5回銀賞、「d」は第7回　銅賞受賞。Flake Lampは新人賞の進行形展にて展示。

デザイン事務所勤務を経て2002年より、インテリアプロダクト製作の分野でフリーランスとしての活動を開始。同時に自身のプロダクトを販売するデザイナーメーカーとして「Lab-CLEAR」を設立。

また同年、東京デザインセンター新人賞の進行形展に参加し韓国のデザイナーとの交流も深める。その後フリーランスの経験を経て、株式会社ACMEにてCOOに就任。様々なプロダクトに関する企画を行う。

2020年より株式会社クラスに参画し、EC事業本部ゼネラルマネージャーに就任。SDGsの取り組みとなる循環可能なインテリア商品の開発に従事する。

2023年、オリジナル商品CIRCLE（サークル）シリーズが、シンプルスタイル大賞サービス・空間部門・特別賞を受賞。

## 設計したプロダクト
- La・Bra・chair
- d
- Flake Lamp
- Icosa
- Cymbals
- Qwan-i
- Fluor
- Ripple of LED
- CIRCLE